# Jan Daniel Szczurek
Jan Daniel Szczurek – polski duchowny, dr hab. nauk teologicznych, profesor Instytutu Teologii Dogmatycznej i Patrystycznej oraz dziekan Wydziału Teologicznego Uniwersytetu Papieskiego Jana Pawła II w Krakowie.

## Życiorys
Jest absolwentem Papieskiego Uniwersytetu Gregoriańskiego i Papieskiej Akademii Teologicznej w Krakowie, 25 kwietnia 1997 obronił pracę doktorską La cristologia nella prospettiva sacerdotale secondo l'insegnamento del Concilio Vaticano II, 12 października 2000 habilitował się na podstawie pracy zatytułowanej Bóg Ojciec w źródłach teologii. Zarys patrylogii. 1 czerwca 2015 uzyskał tytuł profesora nauk teologicznych.
Został zatrudniony na stanowisku profesora nadzwyczajnego i opiekuna w Specjalizacji Teologii Dogmatycznej na Wydziale Teologicznym Uniwersytetu Papieskiego Jana Pawła II w Krakowie.
Był dyrektorem Instytutu Teologii Dogmatycznej Wydziału Teologicznego Uniwersytetu Papieskiego Jana Pawła II w Krakowie.
Awansował na stanowisko profesora w Instytucie Teologii Dogmatycznej i Patrystycznej, a także dziekana na Wydziale Teologicznym Uniwersytetu Papieskiego Jana Pawła II w Krakowie.